# Mohammad Hamid Ansari
Mohammad Hamid Ansari (hindi मोहम्मद हामिद अंसारी, ur. 1 kwietnia 1937 w Kolkacie) – indyjski dyplomata i naukowiec, prorektor Aligarh Muslim University, przewodniczący National Commission for Minorities (NCM, Narodowej Komisji ds. Mniejszości). Od 11 sierpnia 2007 do 11 sierpnia 2017 pełnił funkcję wiceprezydenta Indii.

## Życiorys
Z wyznania jest muzułmaninem. Jest żonaty z Salmą Ansari, mają trójkę dzieci.
Napisał książkę Iran Today: Twenty Five Years After the Islamic Revolution (Rupa, New Delhi, 2005, ISBN 81-291-0774-0).
W 1984 został wyróżniony Orderem Padma Shri.